# Turkiella nudus
Turkiella nudus là một loài ruồi trong họ Asilidae. Turkiella nudus được Lehr miêu tả năm 1996. Loài này phân bố ở vùng Cổ Bắc giới.